# UボートVII型

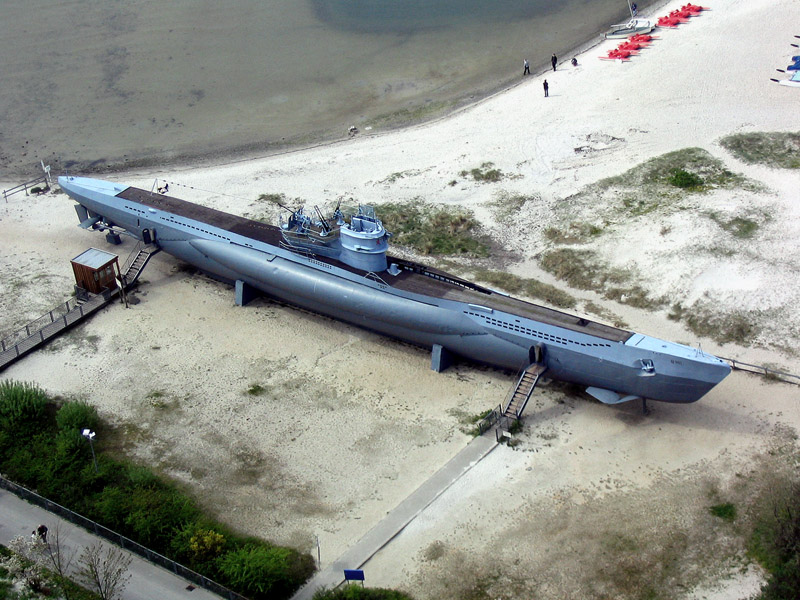
キールのラボー（Laboe）で展示中のU-995（VIIC/41型）

UボートVII型 (U-Boot Typ VII) は、ドイツ海軍の潜水艦で、第二次世界大戦で用いられた。

## 概要
1935年のイギリスとの海軍協定（英独海軍協定）で潜水艦の保有トン数が制限された（イギリス海軍の45%）事により、制限内で大量建造するために排水量500tの小型航洋型潜水艦が計画された。これがVII型である。
設計に当っては第一次世界大戦時のUC III型を基本に海軍技術会社（IvS）がフィンランド向けに設計したヴェテヒネン級を改良したものとした。完成した艦は500tを上回る600～700tとなったが、他国の航洋型潜水艦と比べるとはるかに小型であった。船体は単殻式とされ、船体の両舷に取り付けられたバラストタンクが特徴だった。
実際に運用する艦隊からの評価も高かったので、改良を重ねながら約700隻が建造され、名実ともにドイツ海軍潜水艦の主力となった。

## バリエーション

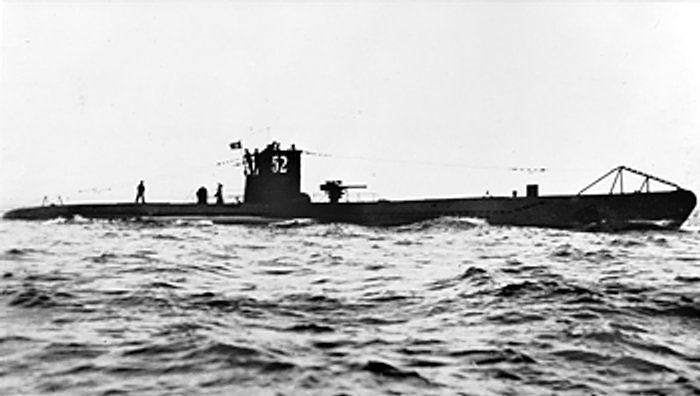
U-52（VIIB型）

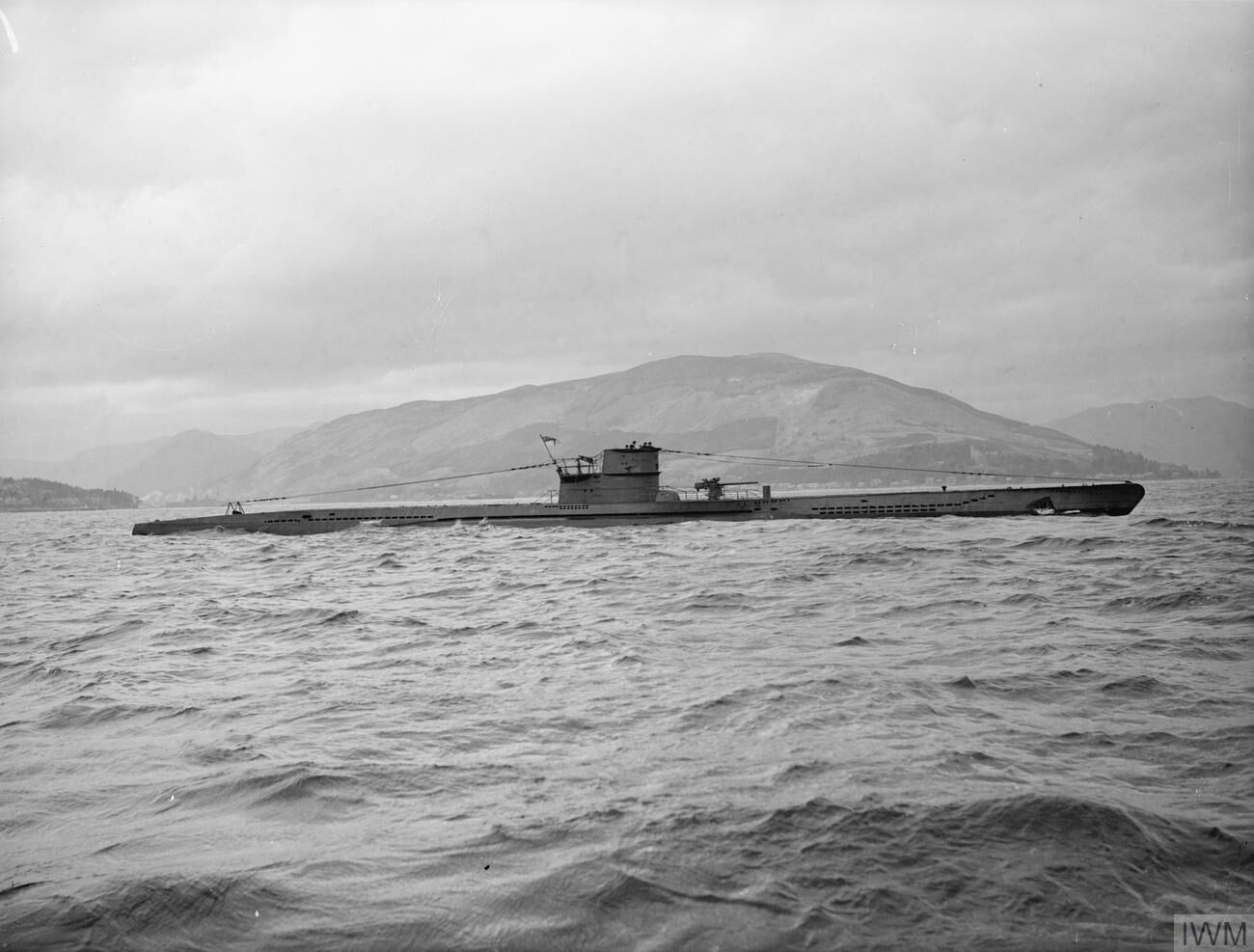
U-570（VIIC型）

VIIA型
VIIA型は最初の量産型で、より小型のII型と比較して強力な存在だった。また、艦尾魚雷発射管が艦外に装備されており、本型の外見上の特徴となっている。1936年から1937年にかけて計10隻が就役した。
全没まで25秒という優秀な急速潜航能力、水中での良好な舵の反応とそれによる高い水中安定性が評価され、将兵から好意を持って迎えられた。ただし一枚舵の影響で旋回性能が悪かったことと、対フランス戦を想定して中型潜水艦に要求される性能が改正されたことから建造数は10隻に留まり、VIIB型に切り替えられている。第二次世界大戦開戦当初は数少ない航洋型潜水艦として大いに活躍したが、その分被害は大きく1939年に3隻、1940年に3隻が戦没している。残る4隻は1940年中期以降は練習艦となった。
VIIB型
VIIB型はVIIA型の船体を2m延長し、燃料搭載量の増加を計った型で、航続距離を2,500海里増加させることに成功した。同時にエンジンが新型に変更され、出力が700馬力増加している。また、VIIA型では艦外にあった艦尾発射管が艦内に移されており、潜航中の再装填が可能となった。
本型は1938年から1940年にかけて24隻が建造された。
VIIC型
VIIC型はVII型の主力量産型で、燃料搭載量がわずかに増加し、搭載魚雷数が12本から14本になった点以外はVIIB型とほぼ同じである。本型ではブロック建造の導入と使用部品の共通化が大量建造を可能にした。
本型は1940年から1944年にかけて655隻が建造され、そのうち626隻が竣工した。
U-Flak
対空戦闘を重視し、機銃を増設した艦。
航空機による被害が増大した事から、通常型のUボートに付き添って護衛（対空戦闘）を行うことを目的に、VIIC型のU-256、U-441、U-621、U-953が改造された。甲板の8.8cm平射砲を撤去し、艦橋前部に一段、後部に二段の張り出しを設け、前後に2cm4連装対空機銃を一基ずつ、後部の一段下がった場所に3.7cm単装対空機関砲を一基装備している。3.7cm機関砲の予定がつかない艦は、すべて2cm4連装を装備した。
U-Flakは1943年5月より活動を開始しているが、英軍が1943年7月以降はUボートに対して航空機の集中攻撃を加える様になったこと、通常のUボートも8.8cm平射砲を下ろして対空兵装を充実させたことから陳腐化し、追加で三隻の改造が予定されていたが中止されている。
増設した張り出しと対空兵装により水中運動性が悪化し、搭載魚雷数も減少しているために乗員からの評判は悪かったといわれている。
VIIC/41型
VIIC/41型は1941年度計画で計画された艦で、船殻に使用する鋼材の厚さをそれまでの18.5mmから21mmに変更し、最大安全潜航深度を100mから120mとした型である。
1943年から1945年にかけて183隻が計画・建造され、74隻が竣工し、残りの109隻はXXI型建造のため建造中止となった。
VIIC/42型
VIIC/42型はVIIC/41型の船殻をさらに厚くし、最大安全潜航深度を200mとするなど、大規模な改良が加えられた艦となる予定だったが、1943年7月、XXI型建造のため建造中止となった。
VIID型
VIID型はVIIC型をベースとした機雷敷設潜水艦である。機雷敷設用の機雷筒5本を設置するために司令塔後方に10.4mのブロックを挿入している。これにより燃料搭載量も増加し、11,200海里という長大な航続力を持つ艦となった・また、機雷敷設用の設備を追加した他はVIIC型と同じであったので、船団攻撃にも使用された。
本型は1941年から1942年に6隻が建造された。
VIIF型
VIIF型はVIIC型をベースとした魚雷補給用潜水艦である。司令塔後方に11.1mのブロックを挿入し、ここに補給用魚雷21本を搭載した。この型も魚雷補給用の設備を追加した他はVIIC型と同じであったので、船団攻撃にも使用された。
本型は1943年に4隻が建造された。1944年以降は洋上での補給が難しくなったこともあって、14,700海里という長大な航続距離と魚雷搭載用のスペースを生かして貨物輸送に用いられた。

## 主な戦歴

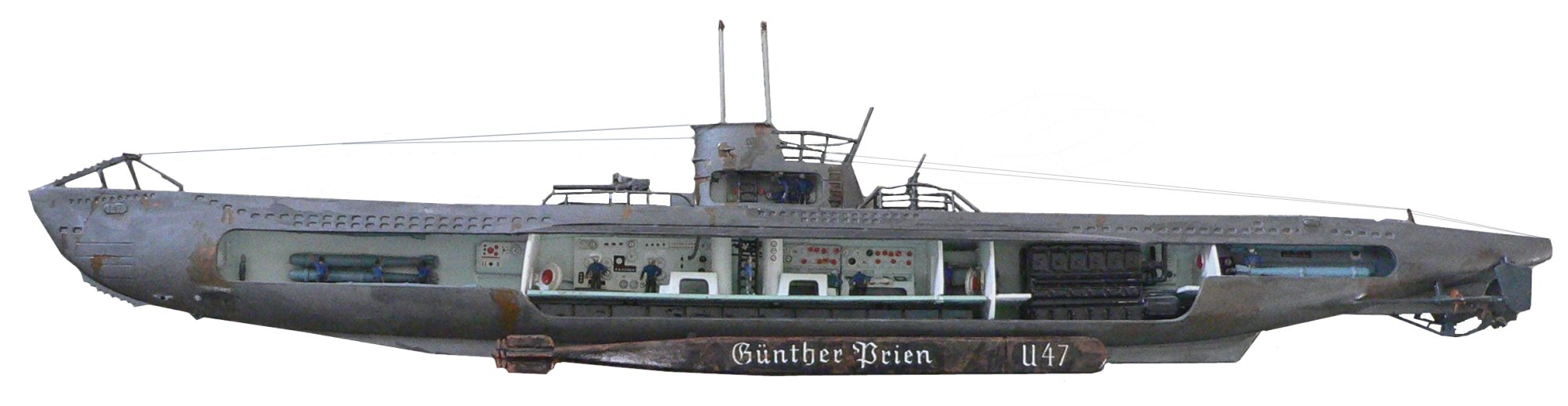
U-47のモデル

VII型は1936年から45年にかけVIIA型～VIIF型まで各型合計で約700隻近くが建造され、ドイツ海軍潜水艦隊の中核として、大西洋の戦いの主力として活躍した。
特に、イギリス海軍の航空母艦「カレイジャス」を撃沈したVIIA型のU-29、スカパ・フローに潜入し戦艦「ロイヤル・オーク」を撃沈したギュンター・プリーン（Günther Prien）指揮するVIIB型のU-47、大西洋と北海での12回の作戦行動で54隻を撃沈したU-48、空母「イーグル」を撃沈したU-73、オットー・クレッチマー（Otto Kretschmer）の指揮したU-99やヨアヒム・シェプケ（Joachim Schepke）のU-100、空母「アーク・ロイヤル」を撃沈したVIIC型のU-81、戦艦「バーラム」を撃沈したU-331が有名である。
ちなみに、HX228船団を襲撃したU-444は、英海軍駆逐艦「ハーヴェスター」に体当たりを受け、互いのプロペラシャフトが絡み合って動けない所に、自由フランス海軍のフラワー級コルベット「アコニト」の体当たりを受けて沈没した。

## 性能諸元

### VIIB型
- 水上排水量：753t
- 水中排水量：857t
- 全長：66.5m
- 全幅：6.2m
- 吃水:4.7m
- 全高：9.5m
- 出力:水上2,800hp（2,400 kW）、水中：750hp（560 kW）
- 最高速度：水上17.2kt（33 km/h）、水中：8kt（15 km/h）
- 水上航続距離： 10kt（19 km/h）で8,700海里（16000km）
- 水中航続距離：4kt（7 km/h）で90海里
- 燃料搭載量：重油108.3t
- 最大安全潜航深度：100m
- 兵装：53cm魚雷発射管×5（艦首4、艦尾1　搭載魚雷12本）、 45口径88 mm単装砲×1、20mm単装機銃×1
- 乗組員数：44名（うち4名は士官）

### VIIC型
- 水上排水量：769t
- 水中排水量：871t
- 全長：66.5m
- 全幅：6.2m
- 吃水：4.7m
- 全高：9.6m
- 最高速度：水上17kt、水中7.6kt
- 出力:水上2,800hp（2,400 kW）、水中：750hp（560 kW）
- 水上航続距離：10ktで8,500海里（約15750km）
- 水中航続距離：4ktで80海里／2ktで240海里
- 燃料搭載量：重油113.5t
- 最大安全潜航深度：100m
- 兵装：53cm魚雷発射管×5（艦首4、艦尾1　搭載魚雷14本）、 45口径88 mm単装砲×1、37mm単装機関砲×1、20mm単装機銃×2
- 乗組員数：44名（うち4名は士官）

## 仕様一覧
| 艦級            | VIIA                          | VIIB                     | VIIC                     | VIIC/41                  | VIIC/42                  | VIID                                                                      | VIIF                                                    |
| --------------- | ----------------------------- | ------------------------ | ------------------------ | ------------------------ | ------------------------ | ------------------------------------------------------------------------- | ------------------------------------------------------- |
| 浮上時 排水量   | 626 トン                      | 753 トン                 | 769 トン                 | 769 トン                 | 999 トン                 | 965 トン                                                                  | 1084 トン                                               |
| 潜航時 排水量   | 745 トン                      | 857 トン                 | 871 トン                 | 871 トン                 | 1099 トン                | 1080 トン                                                                 | 1181 トン                                               |
| 全長            | 64.5 m                        | 66.6 m                   | 67.1 m                   | 67.23 m                  | 68.7 m                   | 76.9 m                                                                    | 77.6 m                                                  |
| 耐圧殻長        | 44.5 m                        | 48.8 m                   | 50.5 m                   | 50.5 m                   | 50.9 m                   | 59.8 m                                                                    | 60.4 m                                                  |
| 全幅            | 5.85 m                        | 6.2 m                    | 6.2 m                    | 6.2 m                    | 6.85 m                   | 6.4 m                                                                     | 7.3 m                                                   |
| 耐圧殻幅        | 4.7 m                         | 4.7 m                    | 4.7 m                    | 4.7 m                    | 5 m                      | 4.7 m                                                                     | 4.7 m                                                   |
| 吃水            | 4.4 m                         | 4.74 m                   | 4.74 m                   | 4.74 m                   | 5 m                      | 5 m                                                                       | 4.9 m                                                   |
| 出力 浮上時     | 1,700 kW                      | 2,400 kW                 | 2,400 kW                 | 2,400 kW                 | 2,400 kW                 | 2,400 kW                                                                  | 2,400 kW                                                |
| 出力 潜航時     | 560 kW                        | 560 kW                   | 560 kW                   | 560 kW                   | 560 kW                   | 560 kW                                                                    | 560 kW                                                  |
| 浮上時 速度     | 17ノット (31 km/h)            | 17.9ノット (33.2 km/h)   | 17.7ノット (32.8 km/h)   | 17.7ノット (32.8 km/h)   | 18.6ノット (34.4 km/h)   | 16.7ノット (30.9 km/h)                                                    | 17.6ノット (32.6 km/h)                                  |
| 潜航時 速度     | 8ノット (15 km/h)             | 8ノット (15 km/h)        | 7.6ノット (14.1 km/h)    | 7.6ノット (14.1 km/h)    | 7.3ノット (13.5 km/h)    | 7.9ノット (14.6 km/h)                                                     | 7.6ノット (14.1 km/h)                                   |
| 浮上時 航続距離 | 11,470 km (6,190 nmi)         | 16,095 km (8,691 nmi)    | 15,170 km (8,190 nmi)    | 15,725 km (8,491 nmi)    | 23,310 km (12,590 nmi)   | 20,720 km (11,190 nmi)                                                    | 27,195 km (14,684 nmi)                                  |
| 潜航時 航続距離 | 175 km (94 nmi)               | 175 km (94 nmi)          | 150 km (81 nmi)          | 150 km (81 nmi)          | 150 km (81 nmi)          | 130 km (70 nmi)                                                           | 140 km (76 nmi)                                         |
| 最大 運用深度   | 220 m                         | 220 m                    | 230 m                    | 250 m                    | 270 m                    | 200 m                                                                     | 200 m                                                   |
| 圧壊深度        | 230–250 m                     | 230–250 m                | 250–295 m                | 275–325 m                | 350–400 m                | 220–240 m                                                                 | 220–240 m                                               |
| 乗員            | 42–46                         | 44–48                    | 44–52                    | 44–52                    | 44–52                    | 46–52                                                                     | 46–52                                                   |
| 砲              | C35 88 mm/L45, 弾丸220発      | C35 88 mm/L45, 弾丸220発 | C35 88 mm/L45, 弾丸220発 | C35 88 mm/L45, 弾丸220発 | C35 88 mm/L45, 弾丸220発 | C35 88 mm/L45, 弾丸220発                                                  | 無し                                                    |
| 対空機銃        | C30 20 mm                     | C30 20 mm                | 複数                     | 複数                     | 複数                     | 2 × C30 20 mm, 弾丸4,380発                                                | 3.7 cm Flak, 弾丸 1,195 発 2 × C30 20 mm, 弾丸 4,380 発 |
| 艦首 魚雷発射管 | 4                             | 4                        | 4                        | 4                        | 4                        | 4                                                                         | 4                                                       |
| 艦尾 魚雷発射管 | 1                             | 1                        | 1                        | 1                        | 1                        | 1                                                                         | 1                                                       |
| 魚雷 (最大)     | 11                            | 14                       | 14                       | 14                       | 16                       | 14                                                                        | 14 / 39                                                 |
| 機雷            | 22 TMA 機雷 または33 TMB 機雷 | 26 TMA 機雷              | 26 TMA 機雷              | 26 TMA 機雷              | 26 TMA 機雷              | 15 SMA 機雷を 垂直格納庫内に TMA機雷を26基または TMB 機雷を39基のどちらか | 無し                                                    |
| 就役数          | 10                            | 24                       | 568                      | 91                       | 0                        | 6                                                                         | 4                                                       |

## 同型艦一覧
- VIIA型（計10隻）
  - U-27～U-36

- VIIB型（計24隻）
  - U-45～U-55
  - U-73～U-76
  - U-83～U-87
  - U-99～U-102

- VIIC型（計655隻）
  - U-69～U-72
  - U-77～U-82
  - U-88～U-98
  - U-132～U-136
  - U-201～U-212
  - U-221～U-232
  - U-235～U-291
  - U-301～U-316
  - U-331～U-394
  - U-396～U-458
  - U-465～U-473
  - U-475～U-486
  - U-551～U-683
  - U-701～U-722
  - U-731～U-768
  - U-771～U-779
  - U-821～U-822
  - U-825～U-826
  - U-901～U-908
  - U-921～U-928
  - U-951～U-994
  - U-1051～U-1058
  - U-1101～U-1102
  - U-1131～U-1132
  - U-1161～U-1162
  - U-1191～U-1210

- VIIC/41型（計183隻）
  - U-292～U-300
  - U-317～U-328
  - U-329～U-330　建造中止
  - U-687～U-698　建造中止
  - U-723～U-730　建造中止
  - U-827～U-828
  - U-909～U-912　建造中止
  - U-929～U-930
  - U-931～U-936　建造中止
  - U-995～U-1010
  - U-1011～U-1012　建造中爆撃を受け破壊
  - U-1013～U-1031
  - U-1032～U-1050　建造中止
  - U-1063～U-1065
  - U-1066～U-1068　建造中止
  - U-1107～U-1110
  - U-1111～U-1114　キャンセル
  - U-1133～U-1146　キャンセル
  - U-1163～U-1172
  - U-1173～U-1190　建造中止
  - U-1211～U-1214　建造中止
  - U-1271～U-1279
  - U-1280～U-1285　建造中止
  - U-1286～U-1291　VIIC/42型に変更後キャンセル
  - U-1301～U-1308
  - U-1309～U-1312　建造中止
  - U-1331～U-1338　建造中止
  - U-1401～U-1404　建造中止
  - U-1417～U-1422　建造中止
  - U-1435～U-1439　建造中止
  - U-1801～U-1804　建造中止
  - U-1823～U-1828　建造中止

- VIID型（計6隻）
  - U-213～U-218

- VIIF型（計4隻）
  - U-1059～U-1062